# Enginyeria Sense Fronteres
El terme Enginyeria Sense Fronteres (ESF) és utilitzat per diverses organitzacions no governamentals de diversos països per a descriure la seva activitat basada en l'enginyeria i orientada al treball de desenvolupament i cooperació internacional. Aquests grups treballen a tot el món per atendre les necessitats de les comunitats i persones desfavorides mitjançant projectes d'enginyeria. Alguns grups nacionals d'ESF es desenvolupen independentment, de manera que no tots estan afiliats formalment i el seu nivell de col·laboració i desenvolupament organitzatiu varia. La majoria de les organitzacions d'ESF estan fortament vinculades a l’àmbit acadèmic i als estudiants, i moltes d'elles són dirigides per aquests.

## Història
Les primeres organitzacions que van adoptar el nom van ser Ingénieurs Sans Frontières (ISF-França) fundada als anys 1980, i ISF-Espanya i ISF-Itàlia, fundades als anys 1990. EWB-Canada, una de les organitzacions més importants d'ESF, es va fundar a finals dels anys 1990. EWB-UK es va fundar amb el suport d'EWB-Canada el 2001.
Diverses de les organitzacions EWB / ISF estan afiliades a l'organització Engineers Without Borders - International (EWB-I). EWB-I és una associació de grups nacionals amb l'objectiu de facilitar la col·laboració, l'intercanvi d'informació i l'assistència entre els seus grups membres. EWB-I va ser fundada el 2004 pel professor estatunidenc Bernard Amadei.

## Activisme
Els investigadors han identificat diferents nivells de participació dels membres de l'organització, com ara la participació passiva, la iniciativa i el lideratge, i la presa de decisions en projectes de tot el món. Per tal de tenir un impacte real, els estudiants, els professionals i les comunitats tenen funcions clarament identificades per a la seva participació en el projecte. El paper dels estudiants consisteix en estar oberts i disposats a aprendre dels problemes que es plantegen i de les metodologies emprades en els projectes. S'espera que els enginyers professionals ocupin el paper d'experts tècnics en els mètodes provats que s'utilitzen i que es comuniquin amb estudiants i membres de la comunitat. Les comunitats tenen el paper de comunicar-se amb els enginyers assistents i s'anima activament a assumir rols de participació i lideratge en la presa de decisions de la metodologia del projecte. L'educació és una part important d'Enginyeria Sense Fronteres i s'espera que tots els participants aprenguin els uns dels altres. Els tres nivells de participació que fan servir ESF són els següents: baix (contribució monetària), mitjà (treball manual) i alt (presa de decisions i càrrecs de lideratge). Es considera que tots aquests rols són importants perquè els projectes tinguin èxit.

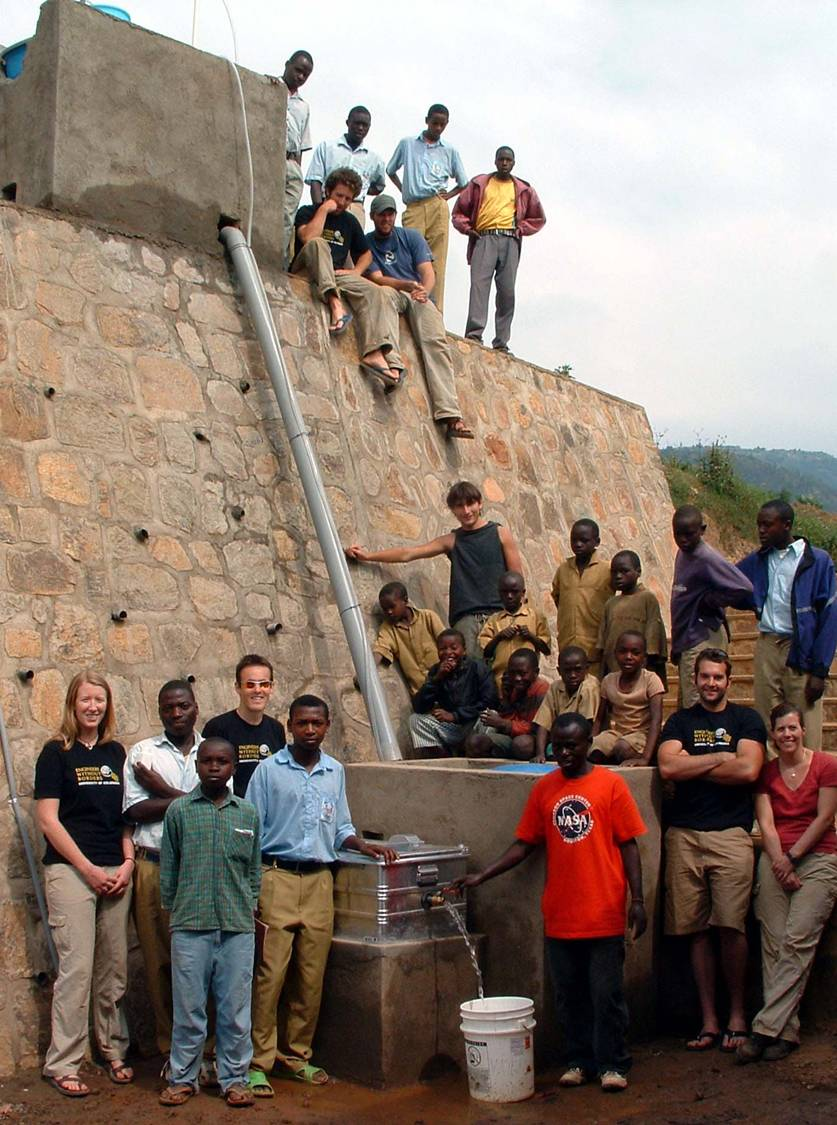

La majoria dels projectes d'ESF se centren en l'aigua i s'ocupen del sanejament, la distribució i la gestió de les fonts d'aigua. Un exemple de projecte d'aigua completat és el projecte de gestió de la conca fluvial a Palestina. La gestió del riu pot ser molt important en situacions en què el riu proporciona l'única font d’aigua potable.